# Cultura del manuscrit

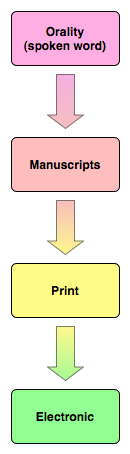
La transició de la telecomunicació: la transmissió oral, la cultura del manuscrit, la cultura impresa, i l'era de la informació.

La cultura del manuscrit utilitza escrits a mà per emmagatzemar i difondre informació; a l'Occident, per regla general precedeix a l'edat d'impressió. En la cultura del manuscrit primerenca, els monjos van copiar els manuscrits a mà. No solament copiaven obres religioses, sinó una gran varietat de textos incloent alguns sobre astronomia, d'herbaris, i bestiaris. La cultura del manuscrit medieval s'ocupa de la transició del manuscrit dels monestirs al mercat en les ciutats i la creació de les universitats. En les ciutats va crear llocs de treball al voltant de la fabricació i comercialització de manuscrits, i per regla general estava regulat per les universitats. La cultura tardana del manuscrit es va caracteritzar per un desig d'uniformitat, ben ordenat i còmode accés al text contingut en el manuscrit, i la facilitat de lectura en veu alta. Aquesta cultura va sorgir del Concili del Laterà IV (1215) i l'augment de la Devotio Moderna. Va incloure també un canvi en els materials emprats del pergamí al paper.

## Història del manuscrit

### Inicis

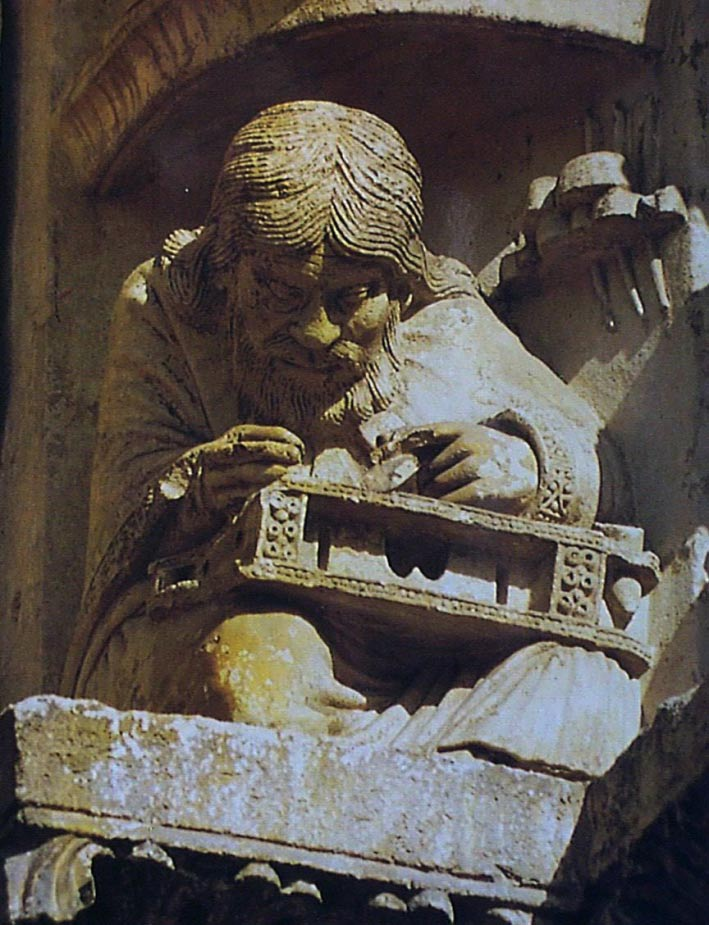
Filòsof en una de les arquivoltes de la porta dreta del portal oest a la catedral de Chartres.

La cultura del manuscrit es creu que va començar prop del segle x. Això no vol dir, que els manuscrits i l'enregistrament de la informació no era important abans del segle x, però durant aquest segle, els historiadors han comprovat una gran feina i ús en aquests manuscrits. Aquest va ser un moment que els metges estaven avançant sobre els seus coneixements sobre el cos humà i la forma en la què unes certes substàncies interactuaven amb ell. Aquests professionals de la medicina van documentar aquesta informació i la van transmetre a través dels medis de persones alfabetitzades. Els monestirs catòlics i les catedrals durant l'edat mitjana eren centres d'aprenentatge, per la qual cosa només va tenir sentit que aquests textos acabessin a les mans dels monjos. Aquests monjos van copiar meticulosament la informació presentada en els textos, però no sense sentit. En el cas de les herbes medicinals, per exemple, hi ha evidència que els monjos van millorar alguns textos, van retractar errades, i van fer que el text fora particularment rellevant per a la zona en què vivien. Alguns monestirs fins i tot van arribar a conrear algunes de les plantes incloses en els textos. Això és important tenir-ho en compte, ja que demostra els usos pràctics d'aquests textos en la vida dels monjos. Tenien poques ocupacions o la paciència per a això, per difondre les plantes imaginàries i textos de fantasia que eren tan comunament imaginats en les ments dels pensadors d'aquesta època. Els escriptors es van restringir a només incloure informació pràctica. Aquest va ser un temps en què les plantes i la botànica es va vincular molt estretament amb la medicina i els remeis a base d'herbaris.
En el cas dels bestiaris, de manera similar a la de les herbes, els monjos en general copien i citen textos anteriors per transmetre'ls. A diferència dels herbaris, els monjos no podien tenir animals en el seu jardí, per la qual cosa gran part de la informació presa dels bestiaris va ser realitzada en el seu valor d'origen. La conseqüència d'això és que els escriptors tenien llibertat per elaborar i embellir els textos. Aquest va ser un intent deliberat i definitiu per donar a l'animal en qüestió un cert significat moral o al·legòrica més enllà de l'aparença física. Aquests textos són molt semblants a la mitologia tradicional.

### Comerç

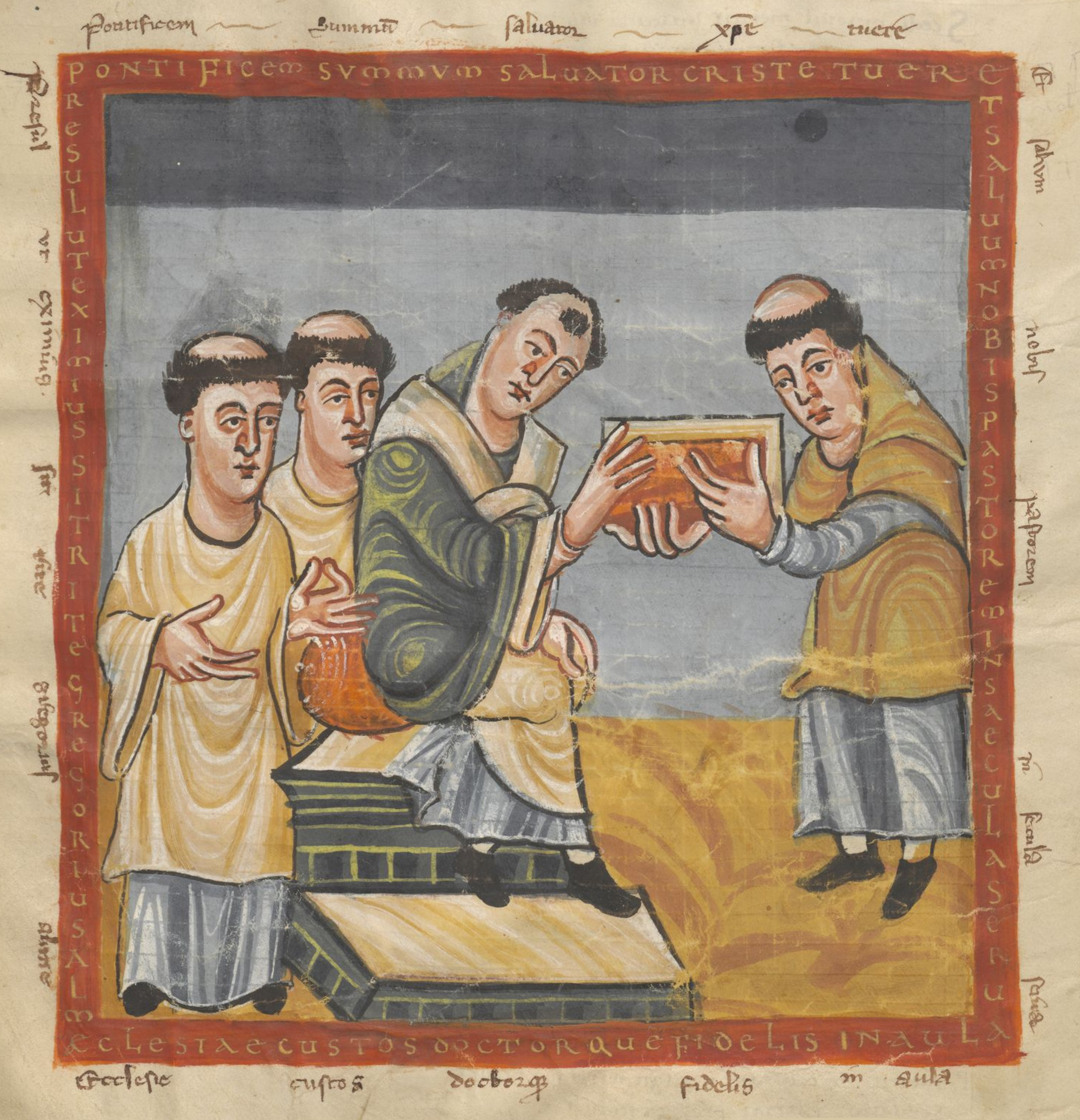
Raban Maur (dreta) presenta una obra al papa Gregori IV, assegut; miniatura a De laude crucis copiat a Fulda (ca. 836) (Österreichische Nationalbibliothek Wien)

Al segle xiii, París va ser la primera ciutat en tenir un gran intercanvi comercial de manuscrits, amb els productors de manuscrits encarregats de fer llibres específics per a persones específiques. París tenia una gran població suficient de persones riques alfabetitzades per donar suport a les persones que produïen els manuscrits. Aquesta època medieval va marcar el canvi en la producció de manuscrits dels monjos en els monestirs als llibreters i escribes que vivien del seu treball en les ciutats.
Els individus que van realitzar el treball d'escriba, encara que sovint ho feien, durant aquest temps, en llocs de treball amb la col·laboració de tallers comercials que es trobaven fora de París. La recerca de François Avril, Joan Diamond i d'altres ha confirmat que dos o més artistes s'alternaven o compartien en la il·luminació d'un sol manuscrit; encara que, la logística detallada d'aquest treball continua sent confusa.
La majoria dels escribes medievals treballaven en grup, separant els llibres en seccions per copiar-los per parts. Anteriorment, en els monestirs, el treball estava dividit entre els escribes i els il·luminadors; existeixen exemples en què l'escriba deixava espai i escrivia una petita lletra en cursiva al començament d'un nou paràgraf, que després era pintat en un moment posterior per l'il·luminador.

### Sistema de pècia o peça
La peça o pècia és la secció o quadern en què es dividia un manuscrit per facilitar-ne la còpia. Aquest sistema de producció va ser desenvolupat in situ, a les universitats italianes a començaments del segle xiii, inicialment a la Universitat de Bolonya, i va arribar a ésser un procediment regulat a la Universitat de París en la segona meitat d'aquest mateix segle.
Els particulars o estudiants les podien llogar, secció a secció, per copiar-les. Normalment constaven d'uns quaderns de quatre folis, cosa que permetia una ràpida còpia i intercanvi de rotació de cada pècia. Sota aquest sistema, es podien repartir les diverses pècies d'un llibre a diferents copistes, fet que permetia copiar un llibre sencer, unint les diferents pècies, en molt menys temps que si ho hagués hagut de fer una persona única.
La col·lecció original de pècies d'un llibre, en el qual es basaven totes les futures còpies, es deia exemplar. El procés per confeccionar un exemplar estava normalitzat: els professors dels estudis generals es reunien abans de començar el curs per decidir els textos que s'havien d'incloure en cada matèria. Una vegada aprovats, compilaven l'obra, l'editaven i la corregien. Una vegada obtingut el text final («l'exemplar»), el lliuraven en dipòsit a l'estacioner, que en copiava les diferents pècies, que calia corregir acuradament. Finalment, els delegats de la universitat les comprovaven, aprovaven i n'establien el preu del lloguer.
Les funcions de l'estacioner continuaven amb el lloguer de les pècies i la recerca i oferta de treballs que pensava que serien més demandats. Aquesta pressió sobre els estacioners els portava a adquirir exemplars en bon estat i en el temps més curt possible. Al final, en molts casos, es feia més recalcament en la rapidesa de l'adquisició que en la qualitat del producte. Si un determinat treball semblava que podria convertir-se en un «supervendes», l'estacioner feia una còpia dels millors textos disponibles en aquest moment, i disposava en el temps més curt possible del seu exemplar-pècia corregit. De vegades, l'estacioner sol·licitava el text, fent d'editor, en altres ocasions, era el mateix autor el que oferia la seva obra recentment acabada a l'estacioner, però en aquest cas no era la universitat com a entitat oficial la que feia les peticions del que seria ofert.

## Manuscrit tardà

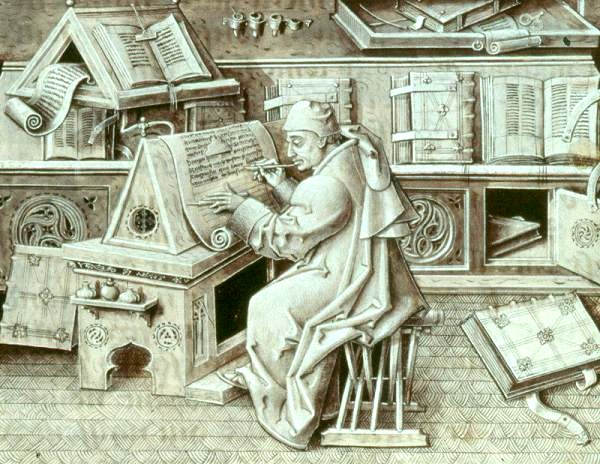
Un retrat de l'autor Jean Miélot escrivint la compilació dels Miracles de Nostra Senyora, una de les seves obres mes populars.

El període de la cultura del manuscrit tardà data aproximadament de mitjan segle xiv fins al segle xv, precedent i existent al costat de la impremta. Incorpora tots els ideals i l'adhesió als reglaments de la Devotio Moderna, hi ha moltes característiques clares de la cultura del manuscrit tardà. Per exemple, es va prestar atenció especial a la puntuació i el disseny dels textos, amb la facilitat de la lectura en concret per fer-ho en veu alta. El significat havia d'ésser clar en cada frase, amb tan poc espai d'interpretació com fos possible –en comparació amb la falta d'espais en el text i de qualsevol marca per tal d'ajudar en l'enunciació–, a causa de l'augment de les prèdiques populars després del Concili del Laterà IV. La correcta ortografia es va intentar sempre en els nous exemplars copiats dels textos anteriors, de forma especial bíblies, on aquesta correcció va fer que molts textos fossin uniformes. En aquest període, van ser creats els manuscrits que van combinar els textos supervivents dels exemplars més antics disponibles, amb els manuscrits que havien estat actualment acceptables i prominents.
Les regles per trobar una forma per realitzar el text amb trets prominents, encara que cap va ser inventada únicament en el segle xv, es van utilitzar amb més freqüència i es van tornar més complexes. Aquestes característiques o regles incloïen: 
- taules de contingut
- llistes de capítols, ja sigui al principi de cada llibre o exposades al començament de tota l'obra -si es tracta d'una col·lecció d'obres-
- titulars comuns
- colofons àmpliament detallats
- números de pàgina en numeració aràbiga.
- aparició d'índexs temàtics.[18][19]

Altres canvis van incloure l'ampliació de la rúbrica d'una a dues línies i en el manuscrit de la universitat, de vuit a deu. La rúbrica també va canviar pel que fa a les categories d'informació incloses en ella. Una rúbrica de valoració més antiga podia haver contingut un títol de la secció o article en particular, i una descripció del final de la precedent. Una rúbrica del segle xv afegiria informació sobre el traductor o traductors, i l'escriptor original si no fossin particularment ben coneguts. Una breu descripció del seu contingut, o també informació detallada tenint en compte la data o les condicions de la creació de les obres també es poden veure ocasionalment, encara que no amb tanta de freqüència. Aquests canvis són exemple del desig d'uniformitat, facilitat d'accés, i de l'estricta regulació d'una determinada obra i la seva posterior correcció. Aquests són molts dels mateixos objectius atribuïts a la uniformitat exemplificat per la impremta.

### Producció de manuscrits a començaments delseglexv

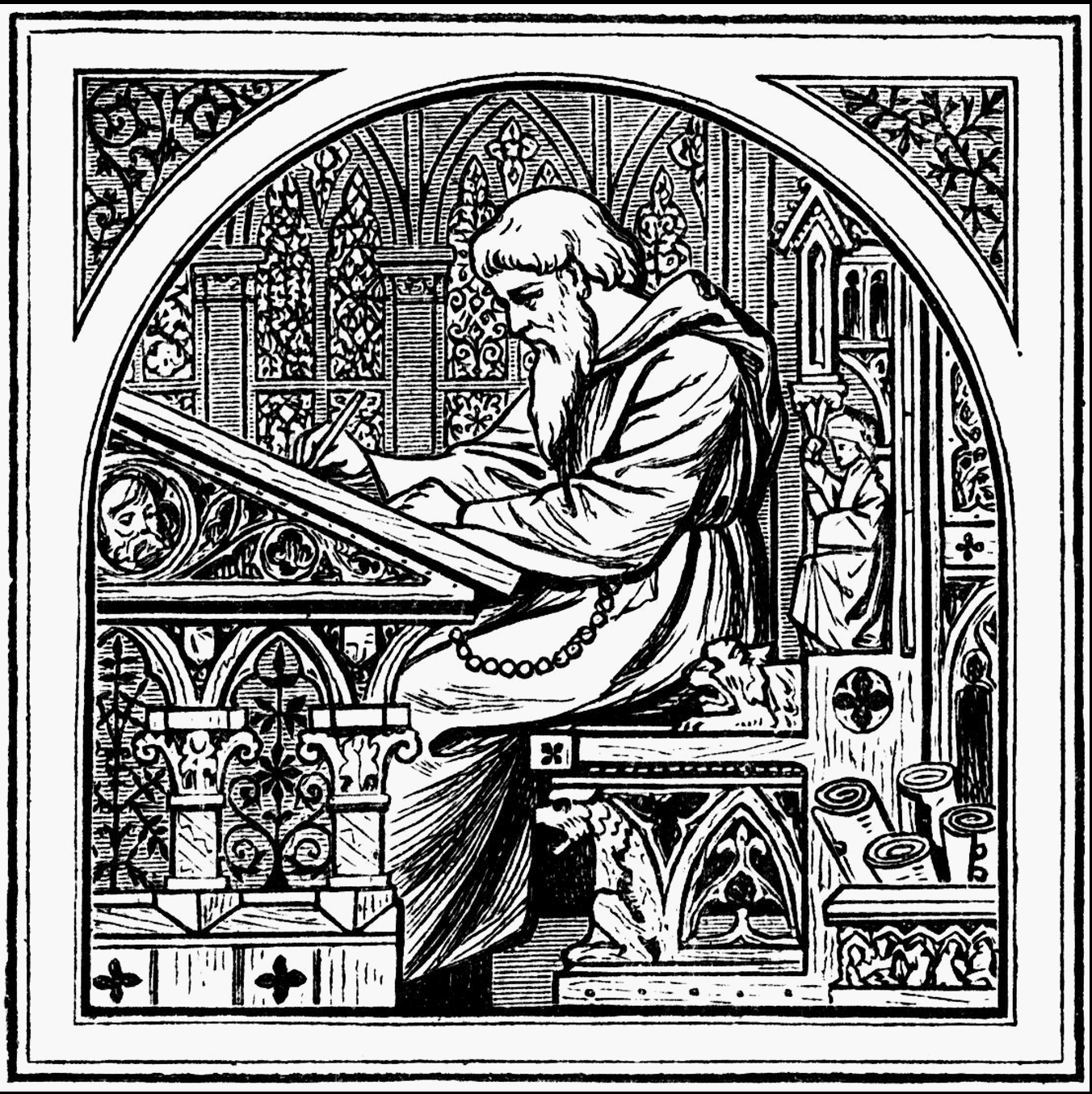
Escriba medieval

L'aparició de noves normes en la producció de manuscrits, a partir dels Països Baixos a la fi del segle xiv, va marcar el començament d'una nova època en la cultura del manuscrit. La uniformitat tindria com a resultat del desig de claredat, tant en termes de precisió bibliogràfica com la reproducció i correcció del text en si. Es va fer necessària una més gran organització, específicament dintre dels scriptorium dels monestirs. Els quals havien perdut eminència en la cultura del manuscrit medieval, que es caracteritza per la universitat, però havien començat a experimentar un renaixement en el segle xiv. Els historiadors han denominat aquest període de caòtic, amb els manuscrits en paper de molt baixa qualitat que es realitzaven amb tipus estàndard. Tanmateix, la qualitat variable dels materials no va afectar la qualitat del text continguda en ells, ja que la transició es va fer de pergamí a paper de tela. Per exemple, es va formar una nova norma, nomenada hybrida, que buscava combinar la tradicional cursiva amb la utilitzada en els llibres impresos. A més a més, en la primera meitat del segle xv, la pràctica d'utilitzar una jerarquia de normes o seqüències per demarcar les diferents seccions d'un text va ser novament instituïda. Rúbriques i colofons es van diferenciar clarament de la resta del text, emprant la seva pròpia escriptura única. Tots aquests canvis es van deure a un desig de millorar la precisió, i va donar lloc a la creació de normes complexes de codificació.

### Uniformitat enmig de la varietat
Es van produir molts manuscrits que mostraven diferències en termes de mida, disposició, escriptura, i il·luminació. Es basaven en el mateix text, encara que van ser creats per diferents escribes. Tanmateix, van ser meticulosament corregits, fins al punt que molt poques diferències en termes del propi text es poden observar entre ells. Això implicava no solament la presència d'una autoritat directa que mantenia algun tipus de direcció sobre els escribes, sinó també una nova recerca de precisió acadèmica que no havia estat present amb els antics venedors de llibres universitaris; es va realitzar de forma especial en els nous ordes religiosos que s'havien creat en el segle xiv. La correcció i les esmenes es van fer amb la mateixa cura que les còpies.

### Regles de la codificació i l'Opus Pacis
L'Opus Pacis, escrit el 1428 pel cartoixà alemany Oswald de Corda, prior de la Gran Cartoixa, constava de dues parts; es va ocupar principalment de l'ortografia i la correcció, Oswald va declarar que el seu motiu en la creació d'aquestes regles de codificació era la de dissipar l'ansietat dels seus companys cartoixans. Molts membres de l'orde estaven preocupats per l'omissió de lletres individuals, no solament frases, paraules o síl·labes dintre de còpies d'un text donat –cosa que demostra la nova preocupació portada a l'extrem per la uniformitat–. És clar que la seva audiència estava composta pels escribes, específicament aquells meticulosos «al caire de la neurosi». Es tractava de reforçar la importància dels estatuts més antics respecte de la producció de manuscrits, com els estatuts cartoixans, i la forma en la qual tracta de corregir-los.

#### Statuta Novade 1368
Oswald específicament volia reformar la Statuta Nova del 1368, que declarava que ningú no podia esmenar còpies de l'Antic i Nou testament, llevat que ho fessin en contra d'exemplars que havien estat prescrits pel seu ordre. Qualsevol que corregís els textos de manera incompatible amb aquests exemplars va ser públicament reconegut per haver corromput el text, i posteriorment castigat. Oswald va respondre a això amb la seva Opus Pacis, i va declarar que els correctors no havien de participar en un treball sense sentit en un excés de correcció. A la seva obra, descriu la correcció no com una ordre, sinó com una indulgència. Es practicava per a la millora i la glorificació d'un text, i encara que seguia un conjunt de regles, no eren tan estrictes com per eliminar l'esmena. Aquesta va ser una transició de treballs antics amb grans quantitats de llistes i reglaments que ordenaven cada acció i un escriba podria prendre part en la correcció, i que havia estat àmpliament ignorats en la cultura impresa medieval. Oswald va rebutjar un sistema en què simplement s'havia d'escollir un sol exemplar i corregir d'acord amb ell, o reproduir parts de textos que l'escriba sabia que estaven equivocats perquè un exemplar adequat no estava a l'abast seu. Abans d'Oswald, molts van creure que aquestes eren les úniques opcions disponibles sota les regles antigues més estrictes.

#### Valde Bonum
En el seu pròleg al Opus Pacis, Oswald contrasta el seu treball amb el Valde Bonum, un manual anterior compilat durant el Gran Cisma. Havia intentat establir ortografies universals per a la Bíblia, i afirmava que el corrector no ha d'esmenar per adaptar-se a un exemple d'una regió determinada a partir de considerar-ho superior, sinó que podria prendre la pràctica regional local com un estàndard. És reconegut que després de segles d'ús, i la transmissió de nació en nació, van tenir un efecte sobre diverses ortografies. Oswald va incorporar molts d'aquests elements en el seu Opus Pacis, que va ser copiada i posada en pràctica, i es va estendre des d'Alemanya fins al nord d'Irlanda. Per la dècada de 1480, s'havia convertit en un estàndard, específicament per a la Devotio Moderna i els benedictins reformats. Opus Pacis es va convertir en un terme genèric per a qualsevol treball d'aquest tipu. L'última còpia supervivent va ser escrita el 1514, cosa que indica que la correcció del manuscrit va continuar sent un tema important seixanta anys de l'era impresa.

### El manuscrit com un vehicle per a la predicació
Fou a la fi de la cultura del manuscrit que la pàgina escrita va adquirir un nou significat en les comunitats religioses. Els treballs de scriptorium de benedictins, cistercencs i cases d'agustinians s'havien reprès després d'haver estat suprimits per la producció de les universitats. En particular, aquests scriptorium exemplifica la idea que un viurà pel «fruit del seu treball». Escriure llibres sagrats era la tasca més apropiada, adequada i piadosa que un podia comprometre's a fer. A més a més, la còpia d'aquests llibres va ser equivalent a la predicació amb les mans. Els sermons només van tenir una importància moderada en el segle xiii. En el segle xv, després de l'èmfasi posat en la predicació en el Concili del Laterà IV, van ser de major importància. La formació i l'expansió de les ordres de predicació va aconseguir la proliferació de la teologia pastoral en les escoles, i la predicació va ser una part indispensable dels sagraments. Manuscrits uniformes amb moltes de normes fetes per facilitar la consulta, la lectura i l'enunciació es van fer necessaris.
La Devotio Moderna i els benedictins reformats es van basar en la lectura de textos de devoció per a la instrucció, i la paraula escrita es va elevar a un alt nivell d'importància no oferta pels moviments religiosos anteriors. L'escriptura era tan important com la paraula. De fet, molts monestirs van comprar molts llibres impresos, convertint-se en el principal mercat per a la primera época de la impremta, precisament a causa d'aquesta devoció a la predicació. Sense la Devotio Moderna i les ordes monàstics que van seguir el seu exemple, la necessitat dels textos i els impressors no hagués estat present. La imprenta havia sorgit a Alemanya i els Països Baixos, la llar de la Devotio Moderna i els reformats benedictins, a diferència d'Anglaterra i França. També van ser la llar dels inicis de la cultura del manuscrit tardà, a causa del desig comú de la uniformitat. Trimethius vva protestar per la invasió de la biblioteca per llibres impresos, i per l'aspecte de falta de la devoció, que havia estat present en la predicació amb les seves mans. Amb la predicació possible com escriba, els manuscrits tenien una funció que faltava en un llibre imprès, encara que tots dos posseïen un més alt grau d'uniformitat que els manuscrits més antics.

### Manuscrits i l'arribada de la impremta
Aproximadament el 1470, la transició de manuscrits a llibres impresos havia començat. El comerç de llibres, en particular, va patir canvis dràstics. En aquest punt les màquines d'impremtes alemanyes havien arribat a les regions més al nord d'Europa, específicament París. Per a l'any 1500, la impressió havia deixat d'imitar els manuscrits i els manuscrits estaven imitant la impremta. En el regnat de Francesc I (1515-1547), per exemple, els manuscrits del rei es basaven en el tipus romà. Mentre que el paper de tela havia aparegut abans de l'arribada de la impremta, va ser en aquest moment quan els pergamins van perdre la major part de la seva utilització. El paper no només era acceptable, era preferible, i tant els impressors com els escribes havia deixat d'utilitzar el pergamí per complet. Moltes biblioteques van criticar aquests canvis, a causa de la pèrdua de la individualitat i la subtilesa que resultava. Molts dels llibres impresos i manuscrits van ser creats amb el mateix paper. Les mateixes marques d'aigua s'observen sovint en ells.
Alguns manuscrits encara es van escriure i van il·luminar ben entrat el segle xvi. Molts il·luminadors van continuar treballant en diversos manuscrits, en concret en els llibres d'hores, aquest tipus havia estat el manuscrit més comunament produït a partir de la dècada de 1450 en endavant, i va ser un dels últims manuscrits en desaparèixer. En el segle xvi, tanmateix, els manuscrits estaven il·luminats en la seva majoria per artistes sota el mecenatge dels nobles o membres de la reialesa. Es requeria el seu treball només per ocasions importants, com a naixements nobles o reials, noces o d'altres esdeveniments extraordinaris. El nombre de copistes havia disminuït sobre manera, ja que aquests tipus de manuscrits no estaven destinades per al poble en general ni per al consum dels estudiants.
L'organització tradicional de producció de llibres es va esfondrar; s'organitzaven biblioteques repartint fulls de paper als escribes i il·luminadors, que vivien en les proximitats. El nou sistema, especialitzat, basat en el patrocini, ja no els donava suport. Les biblioteques, es van convertir en impressors, i van servir d'enllaç entre la cultura del manuscrit tardà i la cultura de la impremta; tenien reserves de manuscrits, i lentament van ser complementats amb els llibres impresos, fins que van dominar les seves col·leccions. El cost i els riscs implicats en la fabricació de llibres van augmentar amb la transició a la impressió. Així i tot, París i les zones més septentrionals d'Europa que havien estat el principal centre de producció de manuscrits, es van mantenir amb el seu poder en el mercat del llibres impresos, només estant pel darrere de Venècia.

### Christine de Pizan i la il·luminació humanista

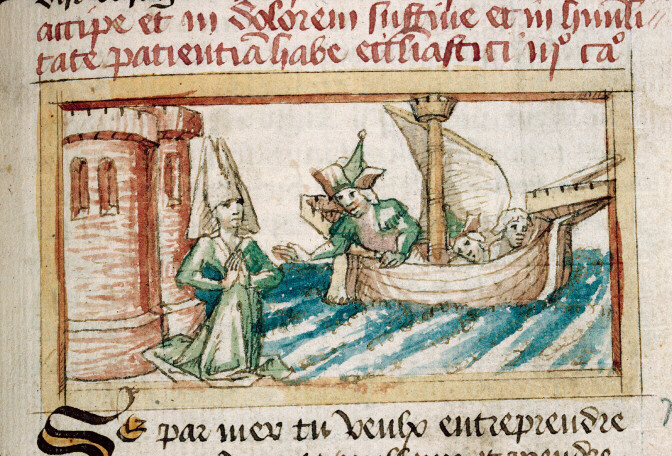
Il·lustració de lEpistre Othea (1400) per Christine de Pizan.

L'Epistre Othea o Carta d'Othea a Hèctor, composta el 1400, va simbolitzar la transició fosca de la cultura del manuscrit a la cultura d'impressió humanista renaixentista. Va ser un relat de la història clàssica d'Othea a través d'un manuscrit il·luminat, que va transmetre moltes idees humanistes del renaixement. Creat per Christine de Pizan, el seu mecenes fou Lluís I d'Orleans, hereu del tron de França. Contenia més de cent imatges, i cada capítol començava amb la imatge d'una figura o esdeveniment mitològic. També contenia versos narratius curts i text dirigit a Hèctor, cada passatge en prosa contenia una etiqueta brillant, on es tractava d'interpretar una lliçó humanística del mite, es tancava amb una cita d'un filòsof. Hi havia d'altres passatges curts de prosa nomenats al·legories que concloïen una secció; en ells es transmetien lliçons aplicables a l'ànima, i una citació en llatí de la Bíblia.
Christine de Pizan va combinar amb imatges contemporànies pel mitjà de la il·luminació els nous valors humanístics típicament associats amb la impressió. El seu treball es va basar en Ovidi, i molts dels mites ovidians que van ser tradicionalment il·luminats en el període medieval. També va incorporar l'astrologia, textos llatins, i una àmplia varietat de la mitologia clàssica en donar contingut als mites d'Ovidi, mantenint sempre les seves motivacions humanistes. Aquesta contradicció també va conduir a la utilització de la il·luminació, o la pràctica d'utilitzar el color. La seva obra Othea és un bricolatge, reestructurant la tradició, sense tractar de crear una nova obra mestra. Va ser fet a l'estil d'una ordinatio o disposició que va recalcar el significat de l'organització de les imatges.
L'Othea va reflectir una cultura del manuscrit tardà que es va definir per la violència, l'acció i els desafiaments de gènere dintre de la literatura. La ira es va representar en relació amb el gènere, i va marcar «una sortida de la tradició aristotèlica». Les dones ja no eren conduïdes a una frenesia sense sentit, però posseïen la ira que es va desenvolupar a partir d'interaccions de caràcter completament considerats. L'Epistre Othea va romandre estant l'obra més popular de Christine, encara que existien diverses versions. A causa de la naturalesa fluida de la reproducció del manuscrit, específicament en el cas de la il·luminació -en contraposició a la de text-, l'experiència visual no va ser uniforme. Cada exemplar va incorporar diversos elements culturals i molts amb diferents implicacions filosòfiques i teològiques. Solament més tard reproduccions que van utilitzar xilografia per reproduir les imatges van crear una versió veritable de l'autor del manuscrit. També va deure la seva existència a la impremta, en primer lloc, perquè les bíblies, en aquesta època, van ser relegades a la premsa, deixant els textos no religiosos disponibles per a la il·luminació detallada.

### La construcció d'un autor amb Chaucer

#### William Caxton
Durant l'ús de manuscrits medievals com a exemplars, en moltes impremtes van intentar implantar valors humanístics en el text per tal de crear un treball uniforme, que mostrava moltes similituds en termes de motivació amb la Devotio Moderna. Els primers editors necessitaven treballs definitius per definir una cultura. William Caxton (1415 ~ 1424 - 1492), va tenir un paper decisiu en la formació de la cultura i la llengua anglesa, i ho va fer a través de les seves obres autoritzades de Geoffrey Chaucer. Caxton va ser una figura de transició, que va tractar de tancar la bretxa entre la cultura del manuscrit i una cultura més humanística d'impressió mitjançant l'obra de Chaucer. Concretament, Caxton va intentar fer parer a Chaucer similar als escriptors i poetes clàssics continentals.

#### Chaucer com humanista
Caxton va tractar de convertir a Chaucer en anglès com Petrarca o Virgili, i es va adonar que les noves versions de les seves obres humanístiques del segle xvi devien reconèixer versions del segle xiv. El seu Chaucer va transcendir ideals medievals, i es va convertir en intemporal, de conformitat amb els ideals de l'humanisme. Això va requerir la construcció d'una genealogia literària referida a exemplars medievals més antics. A través de la seva edició, Chaucer va ser emmarcat com un promotor de principis del renaixement, que va desacreditar la cultura medieval i gòtica, i que va rescatar la llengua anglesa.

#### Caxton i els defectes dels llibres antics
Caxton volia descartar els «llibres antics» que eren característics de la cultura medieval. Per fer-ho, va modernitzar termes antics i va introduir grafies llatines. Va treure la influència de la cultura del manuscrit, que va permetre al lector tenir alguna autoritat textual. Caxton creia que els llibres impresos podrien establir una autoria definida, en la que el lector no consideraria apropiat canviar el text o afegir glosses –notes–. Creia que les versions barates d'aquest autor Chaucer permetrien a un grup divers de lectors desenvolupar ideals econòmiques i polítiques comuns, unificant la cultura d'Anglaterra. Es va convertir en un exemple per a l'estàndard anglès. La seva versió de Chaucer va ser molt benvolguda per Enric VII d'Anglaterra, que va decidir difondre'l per ajudar a proporcionar a Anglaterra un fons cultural comú.

#### Canviar les percepcions del llibre
Per a la majoria de les persones de l'edat tardana de la cultura del manuscrit, els llibres eren còdexs en primer lloc, els vehicles per al text, independentment d'esser impresos o escrits a mà. El cost de la seva obtenció va determinar la compra, i els llibres impresos van guanyar gradualment la preferència. William Caxton va declarar els seus lectors que podien tenir-los «bo i barat», i que la qualitat del text imprès fins i tot havia millorat o estava completament igualada. Molts catàlegs de l'època enumeren una llista dels dos tipus de forma indiscriminada. Tanmateix, en les subhastes es va fer una primmirada distinció entre els dos, ja que qualsevol llibre escrit a mà va assolir un preu més alt.

### Suposicions populars i revisió històrica
Molts estudiosos de la cultura impresa, així com els clàssics, han argumentat que existien inconsistències entre els manuscrits a causa de la còpia dels textos i a una cultura del manuscrit estàtica que -en concret la cultura del manuscrit medieval- existia durant la creació de la impremta. Així l'ho han manifestat, que una vegada que s'havia comès una errada, va ser repetida sense cessar i augmentaria amb més errades en negar-se a desviar-se del model anterior, exposant així un obvi avantatge de la impressió. El conegut classicista E.J. Kenney, el treball del qual va formar gran part de la història dels començaments sobre aquest tema, va declarar que «els autors, escribes, i els lectors no tenien noció d'esmenar un text, quan s'enfrontaven a una errada evident en els seus exemplars, que no sigui copiant servilment les lectures d'un altre text». N'hi va haver una gran diversitat entre ells en termes de canvis de l'estil i la voluntat d'apartar-se d'exemplars anteriors, com s'observa en la còpia de Jeroni d'Estridó Epistolae Morale, en comparació a la còpia de les epístoles de Ciceró, totes dues del segle xvi. Molts historiadors i específicament medievalistes sostenen que a la fi del segle xiv i XV es van mostrar reformes que van acomodar moltes de les funcions associades amb la impressió. Molts clàssics, naturalment, van buscar reproduccions de textos clàssics durant el període, que no eran característiques d'una altra obra que es considerava més important. La universalitat i uniformitat, segons els medievalistes, es va observar entre alguns manuscrits tardans, juntament amb altres canvis típicament associats amb el llibre imprès.
Gran part dels estudis recents sobre la cultura del manuscrit s'ha realitzat per Elizabeth Eisenstein, una erudita de la cultura impresa, i podria dir-se que la creadora del model de «cultura de la impressió». Eisenstein va argumentar que la invenció de la impremta va conduir al renaixement, i les condicions socials necessàries per fer-ho. La impremta va permetre als lectors alliberar-se de moltes limitacions que tenien els manuscrits. Ella tanmateix, no va entrar en els detalls sobre l'estat de la cultura del manuscrit i dels escribes a la fi dels segles xiv i xv. Va descriure en detall les condicions presents a Alemanya en aquell moment de la invenció de les impremtes a Mainz, i va detallar la cultura de l'escriba a Anglaterra i França per tal de comparar la cultura impresa i la cultura del manuscrit. No va descriure els humanistes italians a Florència i els ordes religiosos reformades de la Devotio Moderna als Països Baixos i Alemanya. Molts medievalistes, específicament Mary A. Rouse i Richard H. Rouse, van respondre en intentar crear una relació més detallada de la cultura del manuscrit tardà, i van definir les seves característiques distintives. Això forma part de la creença que es van produir canvis durant el període que els estudiosos de la cultura d'impressió, com Eisenstein, han ignorat.